# Hérard Abraham
Abraham Herard (28. srpnja 1940.), haićanski političar i bivši predsjednik.

## Život
Nezadovoljstvo životnim prilikama na Haitiju je 1990. godine rezultiralo je općom narodnom bunom. Uvidjevši nemogućnost povratka državne kontrole u svoje ruke predsjednik Avrila bježi iz zemlje 10. ožujka 1990. godine. U svom posljednjem službenom aktu Avril prepušta državnu vlast u ruke generala i bivšeg ministra vanjskih poslova Abrahama Herarda.
Tijekom svoja tri kratka dana na vlasti ovaj general je pokušao smiriti pobunjeni narod bez upotrebe vojske koja se nalazila pod sumnjom da li bi izvršila naređenje za pucanje u nenaoružane civile. Dana 13. ožujka 1990. godine kada postaje jasno da se nemiri ne mogu tako jednostavno smiriti Abraham podnosi ostavku prebacujući vlast u ruke predsjednice ustavnog suda radi organiziranja izbora.
Približno godinu kasnije Abraham se odlučuje na trajno napuštanje svoje zemlje u smjeru SAD-a kako bi izbjegao upite o mogućim zločinima za koje bi mogao odgovarati kao bivši general diktatora Jean-Claude Duvaliera. 
Poslije američko sponzoriranog državnog udara Abraham je služio u toj poziciji od ožujka 2004. godine dok se u vladi 31. siječnja 2005. godine, u kojoj je postao ministar vanjskih poslova Haitija. On je održao tu poziciju do 9. lipnja 2006. godine.